# Schloss Bäckaskog

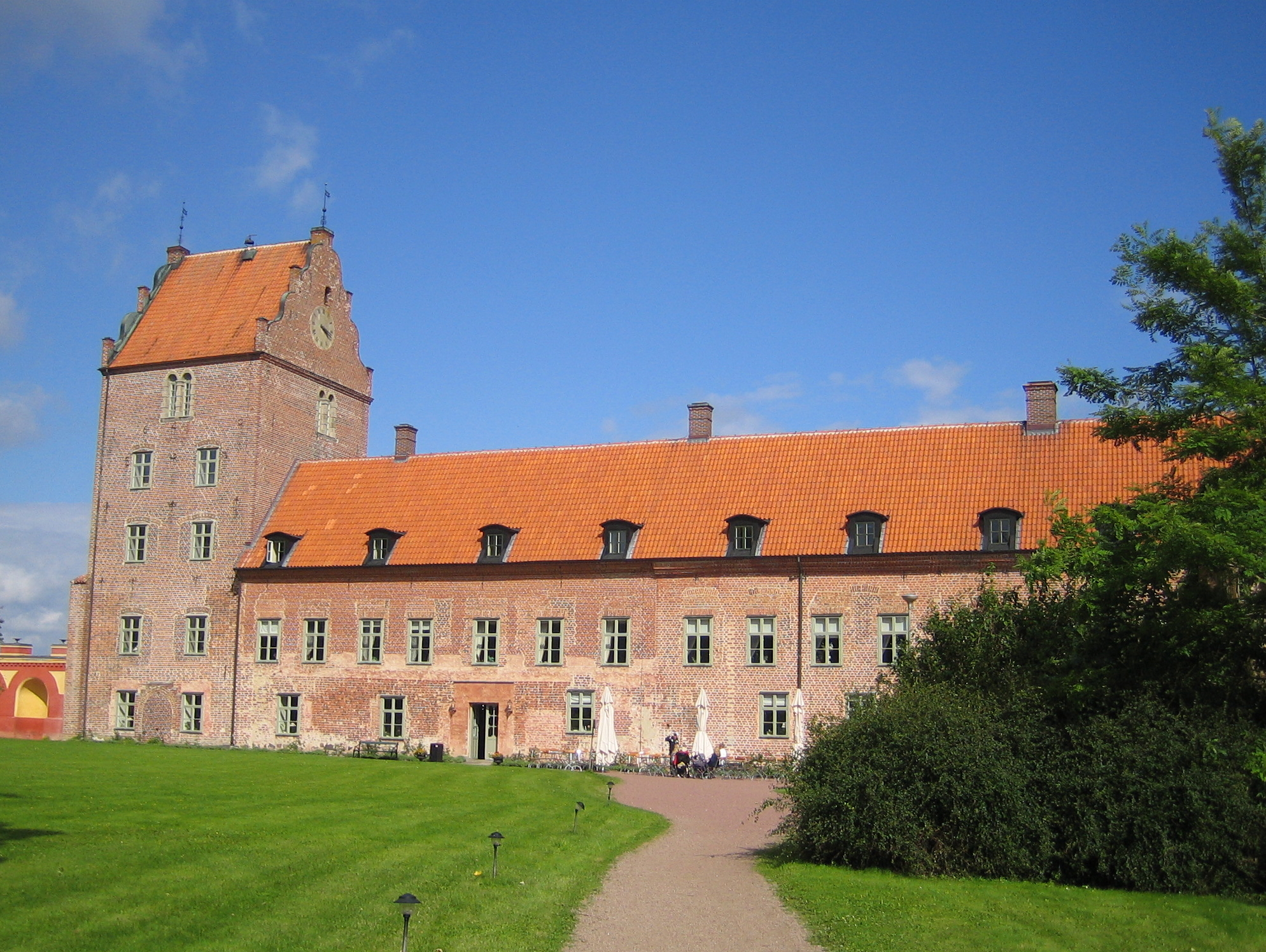
Schloss Bäckaskog

Das Schloss Bäckaskog liegt in der schwedischen Gemeinde Kristianstad auf einem schmalen Landstreifen zwischen den Seen Ivösjön und Oppmannsjön. Zur Anlage gehört auch eine Schlosskapelle. Heute befinden sich im Gebäude ein Hotel, ein Restaurant und eine Konferenzeinrichtung.

## Geschichte
Bäckaskog entstand im 13. Jahrhundert als Kloster, das 1537 im Laufe der Reformation stillgelegt wurde. In den folgenden Jahren waren die Adelsgeschlechter Ulfstand, Brahe, Bille, Parsberg und Ramel Lehnsherren für Gut Bäckaskog. 1684 wurde es von Karl XI. für die Krone eingezogen. Danach war es Residenz für den Befehlshaber des schonischen Kavallerieregiments, doch es wurde oft verpachtet. Größere Verbesserungen am Gebäude und an der Umgebung wurden zum Beispiel von Feldmarschall Johan Christopher Toll durchgeführt. Auch Karl XV., der das Schloss 1853 von seinem Vater, Oskar I. übernahm, ließ das Schloss verändern. Ab 1885 gehörte Bäckaskog Kronprinz Friedrich von Dänemark, dem späteren Friedrich VIII., der es im Jahr 1900 an Kammerherrn Filip Stjernswärd verkaufte.
1956 wurden der Besitz des Gebäudes und der angrenzenden Landwirtschaftsflächen getrennt. Durch den persönlichen Einsatz des Pächters Gustaf Ferlenius entwickelte sich Bäckaskog zum populären Touristenziel. 1996 kaufte die staatliche Grundstücksbehörde das Schloss, das seit 1935 als Byggnadsminne unter Denkmalschutz steht.